# Теоретические основы электротехники
Теорети́ческие осно́вы электроте́хники (ТОЭ) — техническая дисциплина, связанная с изучением теории электричества и электромагнетизма. ТОЭ подразделяется на две части —
теорию электрических цепей и теорию поля. Изучение ТОЭ является обязательным во многих технических ВУЗах, поскольку на знании этой дисциплины строятся все последующие:
электротехника, автоматика, энергетика, приборостроение, микроэлектроника, радиотехника и другие.

## История дисциплины
В 1600 году английский учёный Уильям Гильберт написал трактат «О магните, магнитных телах и о большом магните — Земле». В 1745 году голландским физиком Питером ван Мушенбруком создан первый источник электроэнергии — Лейденская банка. В 1785 году французский физик Кулон открыл закон о взаимодействии заряженных частиц. В 1820 году датский физик Эрстед обнаружил действие электрического тока на магнитную стрелку. В 1832 году во Франции Пикси сконструировал генератор переменного тока. В 1834 году Якоби в России создал электродвигатель. Густав Роберт Кирхгоф в 1845—47 гг. открыл закономерности в протекании электрического тока в разветвленных электрических цепях, а в 1857 построил общую теорию движения тока в проводниках. В 1848 году немецкий учёный Румкорф создал трансформатор. Уже первые опыты по электрической передаче энергии (в России Ф. А. Пироцкий — 1874 г., в Германии и во Франции Марсель Депре — 1882, 1883 гг.) обратили на себя всеобщее внимание. В 1876 году Яблочков изобрёл электрические цепи. В 1889 году Доливо-Добровольский создал трёхфазный двигатель и трёхфазный трансформатор. После изобретения первых гальванических элементов, которые изобрёл Луиджи Гальвани, ученые начали исследовать ток в электрических цепях, как влияет поле проводника с током на стрелку компаса, который находится рядом с проводником и т. д. Георг Симон Ом экспериментальным способом вывел Закон Ома в интегральной форме. Позже Джеймс Максвелл теоретически выведет закон Ома в дифференциальной форме. Последующие исследования продолжили ученые Генрих Герц (вибратор Герца), Майкл Фарадей (электромагнитная индукция), Карл Гаусс (магнетизм), Никола Тесла (переменный ток, теория эфира).
В России первые труды по электричеству принадлежат академикам М. В. Ломоносову и Г. В. Рихману, которые вместе проводили количественные исследования атмосферного электричества.
В 1904 году профессор В. Ф. Миткевич начал читать в Петербургском политехническом институте созданный им курс лекций «Теория явлений электрических и магнитных», а затем курс лекций «Теория переменных токов».
В 1905 году профессор К. А. Круг начал в Московском высшем техническом училище чтение своего курса лекций «Теория переменных токов», а затем курса лекций «Теория электротехники».
В последующем эти теоретические дисциплины образовали техническую дисциплину «Теоретические основы электротехники». Первая часть курса, именуемая «Основные понятия и законы теории электромагнитного поля и теории электрических и магнитных цепей», даёт физическое представление о процессах, происходящих в электрических и магнитных цепях и в электромагнитных полях.